# Комптон (аэропорт, Калифорния)
Аэропорт Комптон/Вудли (англ. Compton/Woodley Airport), (ИАТА: CPM, ИКАО: KCPM, FAA LID: CPM) — государственный гражданский аэропорт, расположенный в трёх километрах к юго-западу от делового центра города Комптон, который в свою очередь находится на юге округа Лос-Анджелес (Калифорния), США.
В соответствии с Национальным планом по интеграции аэропортовой системы страны на 2007—2011 годы Аэропорт Комптон/Вудли отнесён Федеральным управлением гражданской авиации США к категории разгрузочных аэропортов (reliever airport).

## Операционная деятельность
Аэропорт Комптон/Вудли был введён в работу 10 мая 1924 года. В настоящее время используется главным образом для обслуживания рейсов авиации общего назначения в качестве альтернативы Международному аэропорту Лос-Анджелеса, находящемуся в 13 километрах в западном направлении.
Аэропорт Комптон/Вудли занимает площадь в 31 гектар, расположен на высоте 30 метров над уровнем моря и эксплуатирует две взлётно-посадочные полосы:
- 7L/25R размерами 1013 х 18 метров с асфальтовым покрытием;
- 7R/25L размерами 1013 х 18 метров с асфальтовым покрытием.

За период с 25 июня 2007 по 25 июня 2008 года Аэропорт Комптон/Вудли обработал 66 000 операций взлётов и посадок самолётов (в среднем 180 операций ежедневно), все рейсы составила авиация общего назначения. В данных период в аэропорту базировалось 209 воздушных судов, из них 90 % — однодвигательные самолёты, 5 % — многодвигательные, 3 % — вертолёты и менее 1 % составили реактивные самолёты и планеры.